# Vilcas Huamán (província)
Vilcas Huamán é uma província do Peru localizada na região de Ayacucho. Sua capital é a cidade de Vilcashuamán.

## Distritos da província
- Accomarca
- Carhuanca
- Concepcion
- Huambalpa
- Independencia
- Saurama
- Vilcas Huamán
- Vischongo